# Benafigos
Benafigos, en valencien et en castillan, est une commune d'Espagne de la province de Castellón dans la Communauté valencienne. Elle est située dans la comarque de l'Alt Maestrat et dans la zone à prédominance linguistique valencienne.

## Géographie

Localisation de Benafigos
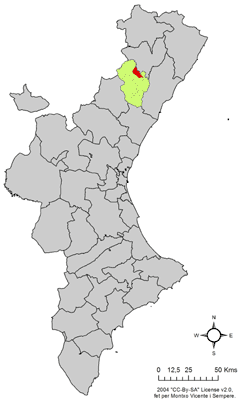
dans la Communauté valencienne.
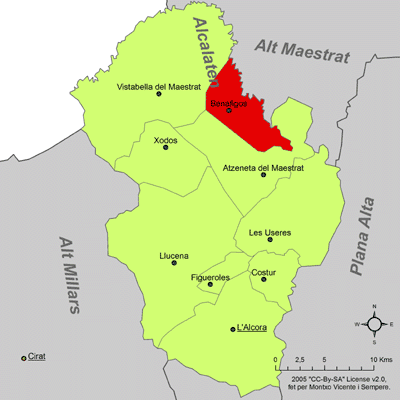
dans la comarque de l'Alcalatén (jusqu'en 2022).

Localités limitrophes :
Culla, Atzeneta del Maestrat, et Vistabella del Maestrazgo, toutes de la province de Castellón.